# Csángota-ér
Csángota-ér är ett vattendrag i Ungern. Det ligger i den västra delen av landet, 120 km väster om huvudstaden Budapest.